# Vimarcé
Vimarcé ist eine Ortschaft und eine Commune déléguée in der französischen Gemeinde Vimartin-sur-Orthe mit 228 Einwohnern (Stand: 1. Januar 2022) im Département Mayenne in der Region Pays de la Loire. Die Einwohner werden Vimarcéens genannt.
Die Gemeinde Vimarcé wurde am 1. Januar 2021 mit Saint-Martin-de-Connée und Saint-Pierre-sur-Orthe zur Commune nouvelle Vimartin-sur-Orthe zusammengeschlossen. Sie hat seither den Status einer Commune déléguée. Die Gemeinde Vimarcé gehörte zum Arrondissement Mayenne und zum Kanton Évron.

## Geographie
Vimarcé liegt etwa 38 Kilometer ostnordöstlich von Laval am Fluss Erve, der hier entspringt. Das ehemalige Gemeindegebiet gehört zum Regionalen Naturpark Normandie-Maine. Umgeben wurde Vimarcé von den Nachbargemeinden Saint-Martin-de-Connée im Norden, Saint-Pierre-sur-Orthe im Nordosten, Le Grez im Osten, Rouessé-Vassé im Südosten und Süden sowie Saint-Georges-sur-Erve im Südwesten und Westen.

## Bevölkerungsentwicklung
| Jahr                       | 1962 | 1968 | 1975 | 1982 | 1990 | 1999 | 2006 | 2013 |
| Einwohner                  | 406  | 351  | 310  | 254  | 243  | 236  | 249  | 236  |
| Quellen: Cassini und INSEE |      |      |      |      |      |      |      |      |

## Sehenswürdigkeiten
- Kirche Saint-Jean-Baptiste aus dem 11. Jahrhundert
- Schloss Courtaliéru, alte Turmhügelburg der Normannen, nur noch Reste im Boden vorhanden

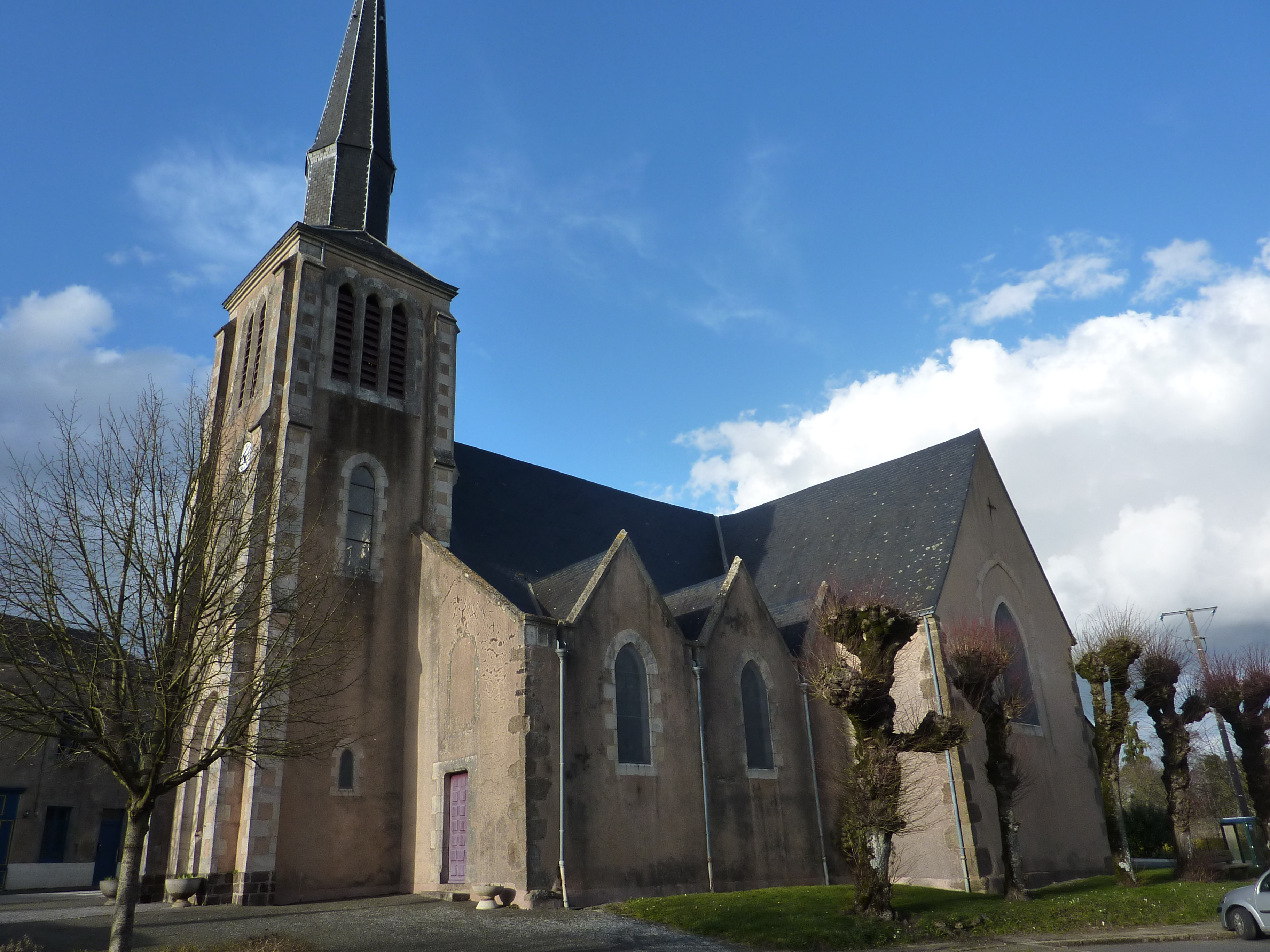
Kirche Saint-Jean-Baptiste

- Schloss Le Gasseau
- Schloss Le Tertre